# Batang Merangin (plaats)
Batang Merangin is een bestuurslaag in het regentschap Kerinci van de provincie Jambi, Indonesië. Batang Merangin telt 1104 inwoners (volkstelling 2010).